# Copper Box
Copper Box (tidligere Handball Arena ) er en idrætshal i London, der blev bygget til afholdelse af håndbold og moderne femkamp ved OL i London i 2012 samt til goalball ved de paralympiske lege 2012.
Copper Box, der er beklædt med 3.000 m2 kobber (hvoraf det meste er genbrug), blev bygget mellem juli 2009 og maj 2011. Hallen kan blandt andet bruges til basketball, håndbold, badminton, boksning, kampsport, kurvebold, bordtennis, kørestolsrugby og volleyball. 